# Gare de Laroque
La gare de Laroque est une gare ferroviaire française de la ligne de Niversac à Agen, située sur le territoire de la commune de Laroque-Timbaut, dans le département de Lot-et-Garonne en région Nouvelle-Aquitaine.
Elle est mise en service en 1863 par la Compagnie du chemin de fer de Paris à Orléans (PO). 
C'est une halte voyageurs de la Société nationale des chemins de fer français (SNCF) du réseau TER Nouvelle-Aquitaine, desservie par des trains express régionaux.

## Situation ferroviaire
Établie à 146 mètres d'altitude, la gare de Laroque est située au point kilométrique (PK) 637,490 de la ligne de Niversac à Agen, entre la gare ouverte de Penne (Lot-et-Garonne) et celle fermée de Pont-du-Casse.

## Histoire
La « station de Laroque » est mise en service le 3 août 1863 par la Compagnie du chemin de fer de Paris à Orléans (PO), lorsqu'elle ouvre à l'exploitation la ligne à voie unique de Niversac à Agen.
En 1871 la recette annuelle de la station de « Laroque », du réseau d'Orléans, est de 15 260 francs et pour l'année 1882 elle est de 35 935 francs.
En 2014, c'est une gare voyageurs d'intérêt local (catégorie C : moins de 100 000 voyageurs par an de 2010 à 2011), qui dispose d'un quai (voie unique), d'une longueur totale de 148 m, et un abri.

## Service des voyageurs

### Accueil
Halte SNCF c'est un point d'arrêt non géré (PANG) à entrée libre.

### Desserte
Laroque est une halte voyageurs du réseau TER Nouvelle-Aquitaine, desservie par des trains express régionaux de la relation Périgueux - Agen (ligne 48).

### Intermodalité
Le stationnement des véhicules est possible dans l'ancienne cour de la gare près de l'ancien bâtiment voyageurs

## Patrimoine ferroviaire
L'ancien bâtiment voyageurs d'origine est un bâtiment type à deux ouvertures de la compagnie du PO. Sur une base rectangulaire, il dispose d'un étage sous une toiture à deux pans.